# Держанка
Держанка (укр. Держанка) — село на Украине, находится в Ямпольском районе Винницкой области.
Код КОАТУУ — 0525680802. Население по переписи 2001 года составляет 51 человек. Почтовый индекс — 24523. Телефонный код — 4336.
Занимает площадь 0,58 км².

## Адрес местного совета
24523, Винницкая область, Ямпольский р-н, с. Буша, ул. Гоголя, 18